# Nokia 7
Nokia 7 é um smartphone que foi lançado pela HMD Global com o Android 7.1.1 Nougat. Foi anunciado no dia 19 de outubro de 2017, e foi lançado no dia 24 de outubro, exclusivamente na China.